# Ceguera moral
La ceguera moral, también conocida como ceguera ética, se define como la incapacidad temporal de una persona para ver el aspecto ético de una decisión que está tomando. A menudo es causada por factores externos debido a los cuales un individuo es incapaz de ver el aspecto inmoral de su comportamiento en esa situación particular.
Si bien el concepto de ceguera moral (y más ampliamente, el de inmoralidad) tiene sus raíces en la filosofía antigua, la idea se hizo popular después de los acontecimientos de la Segunda Guerra Mundial, particularmente el Holocausto. Esto condujo a más investigaciones por parte de psicólogos y a algunos hallazgos sorprendentes (en particular, de Stanley Milgram y Philip Zimbardo) sobre el comportamiento humano en el contexto del sesgo de la obediencia y autoridad.
La ceguera moral se ha identificado como un problema en áreas como la organización empresarial y los sistemas legales.

## Descripción general
La ceguera moral es un fenómeno en el cual las personas con suficientes capacidades de razonamiento moral son temporalmente incapaces de ver la razón, lo que hace que se comporten de maneras contrarias a sus valores morales reales. Este comportamiento puede deberse a factores situacionales o de otro tipo. El concepto de ceguera moral generalmente requiere lo siguiente: las personas deben desviarse de sus creencias morales intrínsecas y esta desviación debe ser temporal e inconsciente, es decir, las personas no son conscientes en ese momento de su comportamiento poco ético.
El interés por la idea de la ceguera moral aumentó después de Eichmann en Jerusalén de Hannah Arendt. que se centró en el proceso a Adolf Eichmann, un oficial nazi austríaco que fue responsable de la deportación de judíos a campos de exterminio y, por lo tanto, jugó un papel importante en el Holocausto.
Las ideas de ceguera moral y la banalidad del mal también influyeron en el campo de la psicología y dieron lugar a algunos estudios notables en los años 70, como losl estudios de obediencia de Stanley Milgram y el experimento de la cárcel de Stanford de Philip Zimbardo. Estos estudios analizaron el impacto de la autoridad en la obediencia y el comportamiento individual.
Investigaciones posteriores han analizado la ceguera moral en contextos que van más allá de los crímenes de guerra y el genocidio. La idea se ha ampliado para estudiar el comportamiento de las personas en áreas tan diversas como el comportamiento organizacional y la salud mental, por nombrar algunas.

## Orígenes y primeras teorías

### Raíces en la filosofía
Los orígenes del concepto de ceguera moral se encuentran en la filosofía y se pueden rastrear hasta los antiguos filósofos griegos como Sócrates, que habló de intelectualismo moral, Platón, que habló de las emociones que nublan los juicios morales, y Aristóteles, que utilizó por primera vez el término "ética" para el campo de la filosofía moral. Los primeros líderes espirituales, como Buda y Confucio, también hablaron sobre el comportamiento moral en sus discursos, aunque eran de naturaleza más prescriptiva. Las contribuciones modernas al juicio moral vinieron de filósofos occidentales como Descartes, Locke, Hume y Kant alrededor del siglo XVII y XVIII y filósofos más contemporáneos como George Edward Moore, quien en su libro Principia Ethica habla de la "indefinibilidad del bien".
La ética normativa busca definir lo correcto o incorrecto de una acción. Dos puntos de vista opuestos que se han desarrollado en este ámbito son la deontología, donde la moralidad de una acción depende de su idoneidad con respecto a las reglas, y el consecuencialismo, donde la moralidad de una acción depende de sus resultados. Estas opiniones se reflejan a menudo en las respuestas al dilema del tranvía.

### En psicología
La ceguera moral se ha estudiado conjuntamente en la filosofía y la psicología, y existen estudios empíricos sobre la moralidad que se remontan a la década de 1890. El enfoque normativo del comportamiento moral condujo a una investigación centrada en el contexto cognitivo y del desarrollo. Piaget propuso su destacada teoría del desarrollo cognitivo en 1936, que Kohlberg desarrolló para llegar a las tres etapas del desarrollo moral en 1958. Más tarde, en 1982, James Rest publicó su influyente Modelo de cuatro componentes de la moralidad (MCM), donde identificó cuatro etapas distintas de las cuales podría surgir el comportamiento inmoral: sensibilidad moral, juicio moral, motivación moral e implementación moral. Este modelo pretendía transmitir la complejidad que hay detrás del comportamiento moral. La competencia en una etapa no implicaba competencia en otra, por lo que el comportamiento inmoral podía ser resultado de un fracaso en cualquier etapa. Se encontró que el enfoque cognitivo mencionado anteriormente contrastaba con algunos de los comportamientos observados. El campo de la ética del comportamiento finalmente surgió para estudiar cómo reaccionan las personas a los dilemas morales.

## Investigación teórica y experimental en psicología
Se cree que un importante impulsor de la investigación moderna sobre la ceguera moral son los sentimientos posteriores a la Segunda Guerra Mundial hacia personas como Adolf Eichmann (responsable del genocidio bajo el régimen nazi durante el Holocausto). Su captura y posterior juicio en 1961 hicieron que muchos observadores comentaran su carácter y apariencia ordinarios, que parecían contrastar con su comportamiento "malvado". Hannah Arendt, que cubría el juicio para The New Yorker, acuñó el término "la banalidad del mal " en referencia a Eichmann, ya que durante el juicio, Eichmann no mostró ningún remordimiento ni aceptó ninguna responsabilidad: afirmó haber hecho lo que le dijeron que hiciera. Se cree que esto influyó en investigadores como Milgram para estudiar el comportamiento individual en respuesta a la obediencia a la autoridad.
En sus estudios de obediencia de 1961-62, Milgram hizo que los sujetos creyeran que estaban administrando descargas eléctricas a otro participante, que en realidad era un cómplice de los experimentadores. Estos estudios habían sido diseñados para responder a preguntas como: "¿Podría ser que Eichmann y su millón de cómplices en el Holocausto simplemente estuvieran siguiendo órdenes? ¿Podríamos llamarlos a todos cómplices?" Para sorpresa de la mayoría de las personas, el 65% de los sujetos del estudio original se adelantó y accionó un interruptor que habría administrado el máximo de 450 voltios.
Más tarde, en 1971, Zimbardo, en su experimento de la prisión de Stanford, demostró cómo "las personas buenas se comportan de maneras patológicas que son ajenas a su naturaleza". A los estudiantes universitarios varones de Stanford se les asignó ser guardias o prisioneros en un entorno de prisión simulado. El experimento fue diseñado para ver hasta dónde llegarían los sujetos para internalizar sus roles y obedecer órdenes externas y más tarde planteó algunas preocupaciones éticas sobre la naturaleza del estudio en sí.
Después de estos hallazgos, los investigadores comenzaron a estudiar la agencia moral, su ejercicio y los factores que impulsan la ceguera moral. En su investigación, Bandura sostuvo que la desconexión moral podría surgir de varias fuerzas (individuales, situacionales o institucionales) junto con mecanismos como la difusión de la responsabilidad y la división desconectada de tareas que podrían conducir a un comportamiento inmoral.
Investigaciones más recientes han llevado al desarrollo del concepto de "ética limitada": la idea de que las personas pueden ser involuntariamente poco éticas en lo que respecta a su comportamiento, así como a juzgar el comportamiento de los demás; algo de lo que pueden darse cuenta solo después de una reflexión más profunda. Los estudios sobre la falta de ética individual también han analizado el papel de las normas sociales y cómo percibimos el comportamiento poco ético de los demás.

## Aplicaciones e ideas relacionadas
La ceguera moral se ha estudiado y aplicado en una variedad de ámbitos más allá de los crímenes de guerra, la política y la administración. Un área importante de aplicación ha sido en el campo de la gestión y el comportamiento organizacional, con investigaciones que analizan una amplia gama de temas, como las transgresiones corporativas, la ética empresarial y la falta de compromiso moral en el trabajo. El derecho y la justicia son otro ámbito en el que la ceguera moral, especialmente cuando se trata de abogados, se considera preocupante. Algunas investigaciones también han hecho referencia a la psicopatía como un tipo específico de ceguera moral, aunque los resultados no son concluyentes.
El campo también se ha ampliado para estudiar ideas más amplias como los puntos ciegos morales (sobreestimar la capacidad de actuar éticamente), la erosión ética (declive gradual de la ética con el tiempo), y el desvanecimiento ético (cuando las preocupaciones éticas en torno a una situación "se desvanecen" durante la toma de decisiones).